# Gotthard Trapp
Gotthard Trapp zu Pisein und Caldonatsch (22. října 1864 Innsbruck – 19. září 1940 Untermais) byl rakouský šlechtic a politik německé národnosti z Tyrolska, na počátku 20. století poslanec Říšské rady.

## Biografie
Absolvoval studia práv. Pracoval pak ve státních službách v soudnictví a ve správě. Potom se věnoval správě svých statků. V roce 1890 mu byla spolu s jeho rodinou propůjčena hodnost nejvyššího zemského hofmistra. Působil jako velkostatkář. Byl šlechtického původu. Měl titul hraběte von Matsch, svobodného pána zu Pisein und Caldonatsch a pána zu Churburg und Schwanburg. Zasedal na Tyrolském zemském sněmu, kde byl poslancem za velkostatkářskou kurii v letech 1902–1918. Zastupoval konzervativce. Byl členem stálého výboru zemské zemědělské rady a členem kuratoria zemské hypoteční banky.
Působil i jako poslanec Říšské rady (celostátního parlamentu Předlitavska), kam usedl v doplňovacích volbách roku 1901 za kurii velkostatkářskou v Tyrolsku, II. voličský sbor.
V roce 1901 se uvádí jako konzervativní velkostatkářský kandidát. Vstoupil do parlamentního Klubu středu, který sdružoval konzervativně a katolicky orientované poslance.
V letech 1909–1918 byl též členem Panské sněmovny (nevolená horní komora Říšské rady). Byl do ní jmenován jako její dědičný člen.